# Sahara: Con tàu tử thần
Sahara: Con tàu tử thần (tựa gốc tiếng Anh: Sahara) là phim điện ảnh hành động-hài phiêu lưu năm 2005 do Breck Eisner đạo diễn, dựa trên cuốn tiểu thuyết bán chạy cùng tên của Clive Cussler. Phim có sự tham gia diễn xuất của Matthew McConaughey, Steve Zahn và Penélope Cruz; là thành phẩm hợp tác Hoa Kỳ, Anh Quốc, Đức và Tây Ban Nha. Phim khởi chiếu ở Việt Nam vào ngày 29 tháng 4 năm 2005.

## Nội dung
Cuối cuộc Nội chiến Hoa Kỳ vào năm 1865, thành phố Richmond, Virginia đổ nát sau khi bị bắn phá bởi pháo binh liên bang miền Bắc. Tàu CSS Texas, chỉ huy bởi Thuyền trưởng Mason Tombs, đang chở số vàng của liên minh miền Nam và không cho chúng rơi vào tay quân miền Bắc. Tàu Texas cố gắng chạy dưới sức tấn công dữ dội của đối phương và biến mất trong bóng tối, không ai biết nó đã đi đâu.
Thời hiện đại ở Mali, một cuộc nội chiến diễn ra giữa tên độc tài Đại tướng Kazim và người Tuareg. Hai bác sĩ của Tổ chức Y tế Thế giới là Eva Rojas và Frank Hopper điều tra một dịch bệnh lây lan khắp Mali. Một bọn sát thủ muốn giết Eva, nhưng cô được cứu bởi Dirk Pitt, thành viên của tổ chức NUMA (National Underwater and Marine Agency) đang bơi lội gần đó.
Người liên lạc của Dirk ở Nigeria bán cho anh một đồng tiền vàng được tìm thấy dưới sông Niger. Tin rằng đây là manh mối dẫn đến tàu Texas bị thất lạc từ lâu, Dirk mượn du thuyền của ông sếp Sandecker để đi tìm tàu Texas. Hai người bạn Al Giordino và Rudi Gunn đi cùng với Dirk. Họ cho Eva và Hopper đi quá giang để hai người bác sĩ điều tra dịch bệnh.
Doanh nhân Yves Massarde và Đại tướng Kazim cố gắng ngăn chặn hai người bác sĩ tìm hiểu nguồn gốc dịch bệnh. Kazim cho lính tấn công du thuyền của Dirk. Dirk, Al và Rudi vẫn còn sống sau vụ tấn công, nhưng chiếc du thuyền đã bị phá hủy. Rudi muốn rời khỏi đất nước này, trong khi Dirk và Al đi giải cứu Eva và Hopper.
Sau khi giải cứu Eva, cả nhóm cố gắng rời khỏi Mali nhưng bị người Tuareg bắt giữ. Modibo, thủ lĩnh của người Tuareg, cho Eva thấy người dân của anh đang chết bởi cùng một dịch bệnh mà cô đang điều tra. Eva biết được nguồn nước đã bị nhiễm độc, và không có cách nào chữa trị cho người bệnh. Al vào một cái hang có hình vẽ tàu Texas. Dirk tin rằng tàu Texas đã bị mắc cạn khi con sông trở nên khô hạn sau cơn bão.
Cả nhóm đi theo con sông cạn và đến vùng biên giới. Trên đường đi, họ thấy một nhà máy của Massarde, nguồn gốc của sự nhiễm độc. Họ phát hiện những thùng chất độc đang được chuyển ra biển, nếu không ngăn chặn kịp thời, nó sẽ lây lan rộng rãi và giết sạch sự sống của đại dương trên toàn cầu. Họ không thể gọi chính phủ can thiệp vì đang có nội chiến. Massarde bắt giữ cả nhóm, hắn giữ Eva lại và giao Dirk và Al cho Kazim. Dirk và Al chạy thoát nhưng mắc kẹt giữa sa mạc. Họ tìm thấy xác một chiếc máy bay, chỉnh sửa lại để nó chạy trên cát và đến khu dân cư.
Dirk, Al và Modibo quay lại nhà máy. Để phi tang tất cả chứng cứ, Massarde quyết định đặt thuốc nổ phá hủy nhà máy. Al tìm cách di chuyển thuốc nổ trong khi Dirk ngăn cản Massarde chạy thoát. Dirk cứu được Eva, nhưng Massarde đã tẩu thoát bằng máy bay trực thăng. Al di chuyển thuốc nổ qua chỗ khác khiến Massarde tức giận vì kế hoạch thất bại. Cả nhóm lên xe ô tô rời khỏi nhà máy, Kazim lái trực thăng vũ trang truy đuổi họ, đội quân của hắn theo sau. Cuối cùng cả nhóm tìm được xác tàu Texas. Họ vào trong tàu, sử dụng súng thần công bắn nổ trực thăng của Kazim, giết chết hắn. Modibo cùng với quân kháng chiến Tuareg đến bắt giữ đội quân của Kazim, cuộc nội chiến kết thúc.
Nhà máy bị đóng cửa, chấm dứt sự nhiễm độc nguồn nước. Số vàng trên tàu Texas được trao tặng cho người Tuareg. Carl, một đặc vụ ngầm của chính phủ Mỹ, đã đầu độc Massarde khi hắn đang ăn trong nhà hàng. Dirk và Eva nảy sinh tình yêu, cảnh cuối phim cho thấy họ vui vẻ đi tắm biển.